# Phacodes ferrugineus
Phacodes ferrugineus är en skalbaggsart som beskrevs av Francis Polkinghorne Pascoe 1864. Phacodes ferrugineus ingår i släktet Phacodes och familjen långhorningar. Inga underarter finns listade i Catalogue of Life.